# Metroul din Helsinki

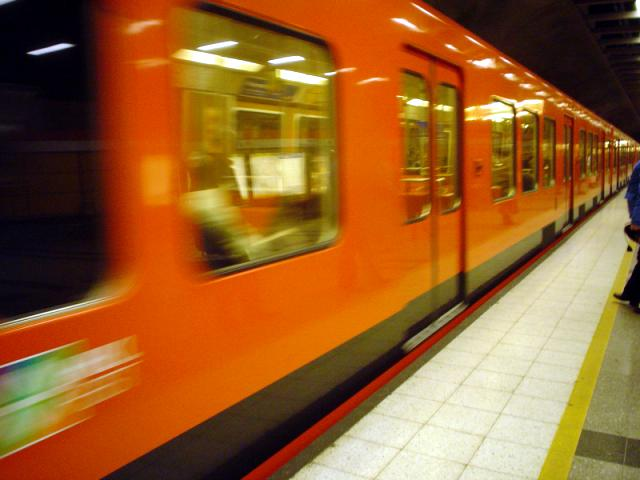
Tren de metrou din Helsinki

Metroul din Helsinki (Helsingin metro în finlandeză, Helsigfors metro în suedeză) este sistemul de metrou al orașului Helsinki, Finlanda. Este cel mai nordic metrou din lume (ca și latitudine) și singurul metrou din Finlanda. A fost descris la public pe 2 august 1982 după 27 de ani de planificare și construcție, și este furnizat de HKL (Transport Orășenesc Helsinki).
Sistemul are doar o linie, care se împarte în două ramuri la capătul său nordic. Lungimea totală este de 43 km, cu 30 stații. Bazat pe statistice HKL, sistemul este folosit de peste 50 de milione de pasageri pe an.

## Rețea

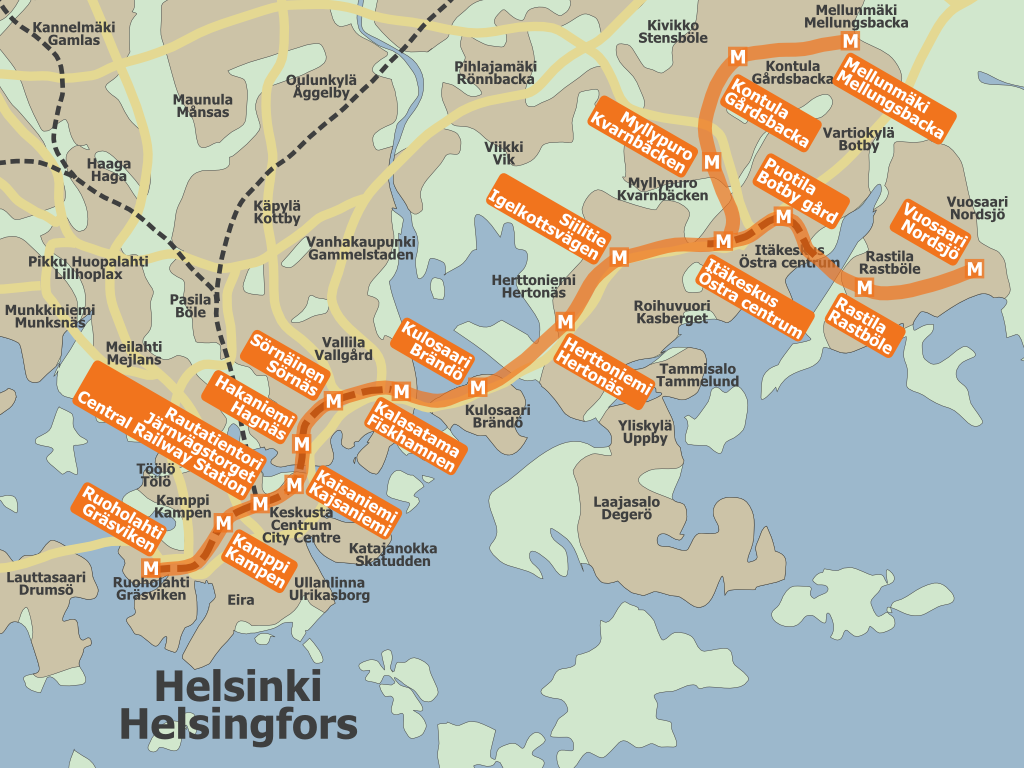
Harta metroului din Helsinki

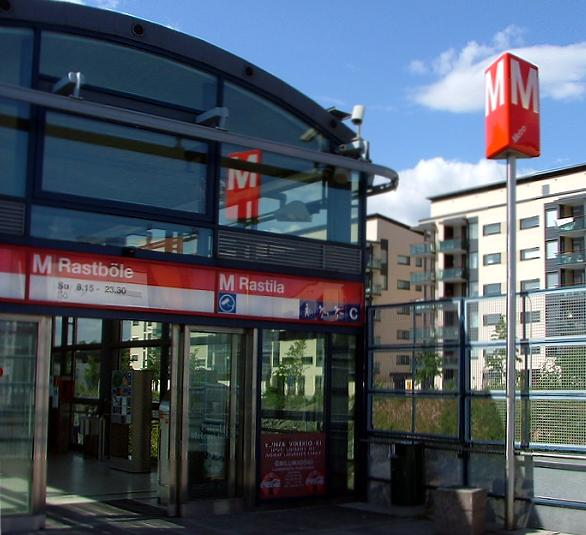
Intrarea staţiei Rastila

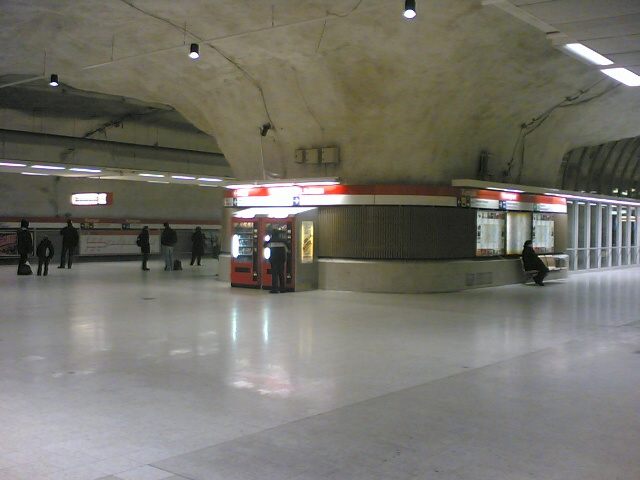
Interiorul staţiei Kamppi

Metroul din Helsinki are 16 stații, situate într-o linie de format Y care se desparte în două ramuri la stația Itäkeskus. Cele șase stații din centrul orașului sunt subterane, iar celelalte zece sunt în aer liber.
Trenurile circulă aproximativ din cinci în cinci minute, alternând între ramura Mellunmäki (de nord) și Vuosaari (de est), unde frecvența este de zece minute. Toate trenurile opresc la fiecare stație. Fiecare stație are un nume finlandez și un nume suedez, și ambele nume sunt anuțate în trenuri (cu excepția stației Kaisaniemi, care se numește la fel în suedeză, și Gara Centrală/Rautatientori, unde numele este anunțat și în limba engleză).

### Lista stațiilor
Numele stațiilor este în finlandeză, cu numele suedez (co-oficial) oferit în paranteze.
Ruoholahti - Itäkeskus: (partea centrală)
- Ruoholahti (Gräsviken)
- Kamppi (Kampen)
- Rautatientori (Järnvägstorget)
- Kaisaniemi (Kajsaniemi)
- Hakaniemi (Hagnäs)
- Sörnäinen (Sörnäs)
- Kulosaari (Brändö)
- Herttoniemi (Hertonäs)
- Siilitie (Igelkottsvägen)
- Itäkeskus (Östra centrum)

Itäkeskus - Mellunmäki: (ramura de nord)
- Itäkeskus (Östra centrum)
- Myllypuro (Kvarnbäcken)
- Kontula (Gårdsbacka)
- Mellunmäki (Mellungsbacka)

Itäkeskus - Vuosaari: (ramura de est)
- Itäkeskus (Östra centrum)
- Puotila (Botby gård)
- Rastila (Rastböle)
- Vuosaari (Nordsjö)

## Trenuri și date tehnice

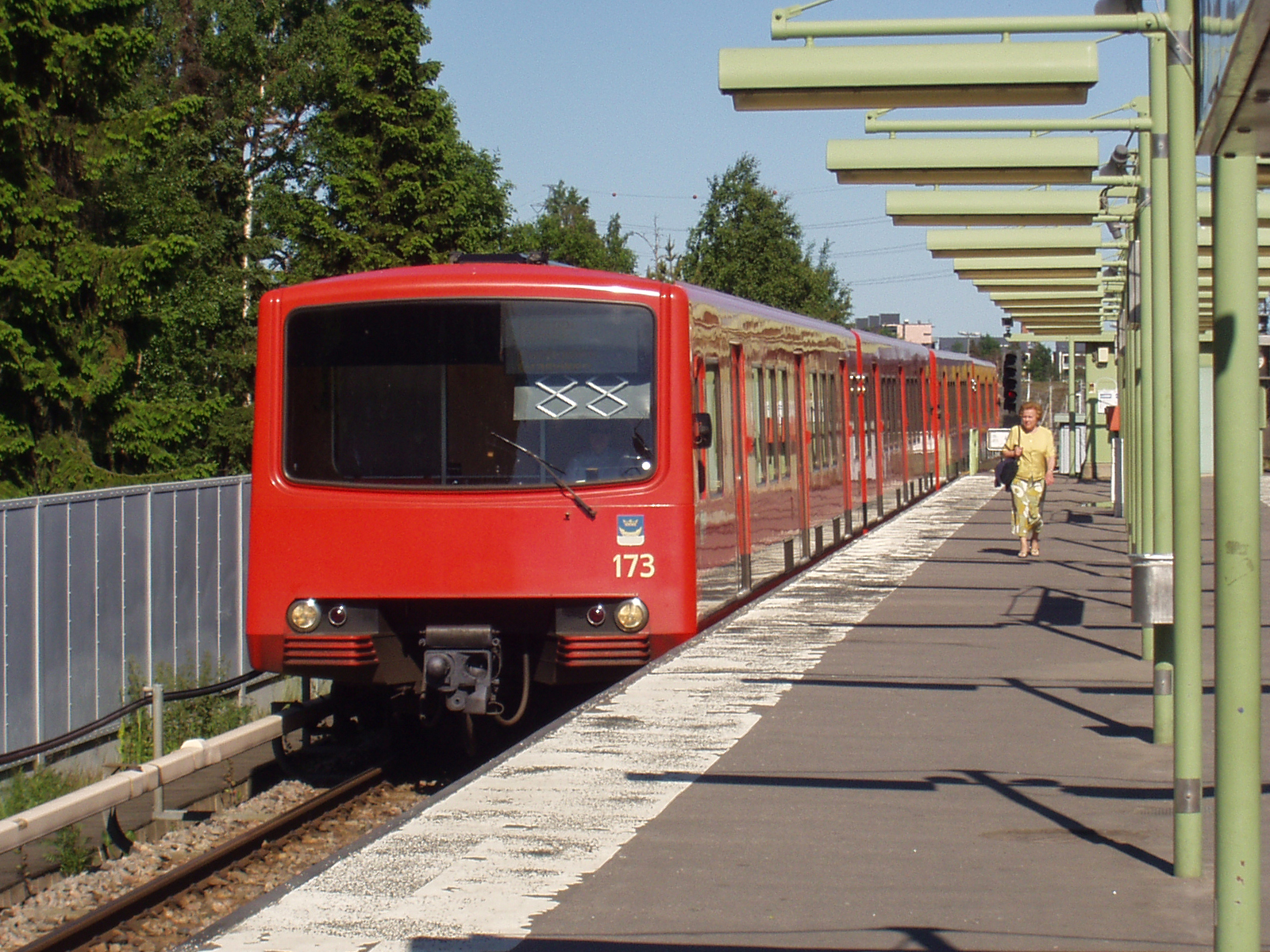
Tren în staţia Kulosaari/Brändö

Din punct de vedere tehnologic, trenurile folosite pe metroul din Helsinki sunt similare cu trenurile regionale VR de pe liniile din nordul și vestul orașului. Ecartamentul este de 1524 mm, standardul pentru căile ferate finlandeze. Trenurile folosesc electricitate de 750 de volți, curent direct, care este alimentată printr-o șină electrică lângă șinele de tren.
În prezent, sunt două feluri de trenuri în uz pe rețea: M100 și M200. Seria M100 a fost construită de Strömberg în anii 1980, iar Seria M200 este construită de Bombardier și folosită din 2001. Viteza normală pentru metrou este de 70 km/h în tunel (subteran) și 80 km/h în aer liber.

## Viitor
Următoare extensie a sistemul de metrou va fi deschiderea stației Kalasatama în 2006, între Sörnäinen și Kulosaari. Stația va fi folosită pentru acces la noul cartier Kalasatama (Portul de Est) care este într-o fază de redezvoltare. Încă o stația nouă este planificată la Roihuvuori, între Siilitie și Itäkeskus.
Municipiul Helsinki suportă planurile de a extinde metroul spre municipiile adiacente Espoo, Vantaa și Sipoo, care sunt parte din zona metropolitană a capitalei. Un sondaj realizat în 2005 arată că 75% din locuitori din Espoo susțin construirea unei extensii vestice a Metroului din Helsinki, spre orașul lor, deși planul de extindere a provocat controverse semnificative în consiliul local din Espoo.
A doua linie a metroului este în planificare, și va merge între Laajasalo și Pasila, prin Kamppi, eventual ajungând la Aeroportul Internațional Helsinki-Vantaa. Acest proiect a fost discutat de primărie, dar se crede că nu va fi terminat înainte de 2020.
În 17 mai 2006, consiliul local Helsinki a decis înlocuirea trenurilor actuale care sunt conduse manual, de trenuri automate, fără șofer. Țelul este de a avea tot sistemul utilizând trenuri fără șofer până în 2011.